# Johann Heinrich Troll

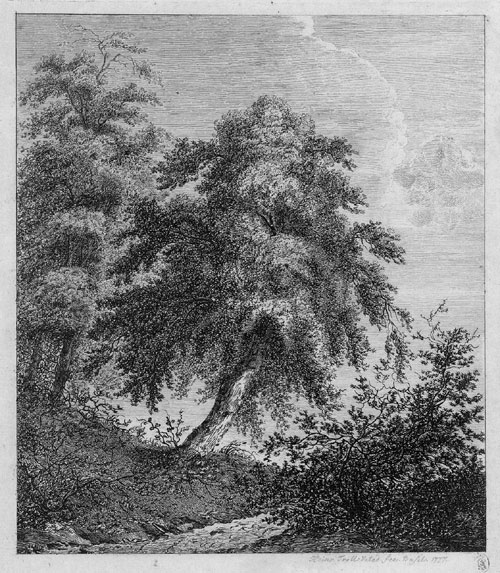
J. H. Troll: Bäume und Sträucher an einem Bachlauf, Radierung, 1777

Johann Heinrich Troll (* 1. Juli 1756 in Winterthur; † 9. Mai 1824 ebenda) war ein Schweizer Maler, Grafiker und Kupferstecher. 
Troll studierte bei Christian von Mechel in Basel und sieben Jahre bei Adrian Zingg in Dresden. Daraufhin reiste er lange durch Europa (Italien, Holland, Frankreich) und liess sich schliesslich wieder in seiner Heimatstadt Winterthur nieder. 
Neben Aquarellen und Radierungen von Pflanzen schuf er hauptsächlich Landschaftsgemälde und -kupferstiche, etwa von der Viamala oder den Tuilerien in Paris (siehe den Personenartikel im Nagler, online abrufbar).